# ヤマハ・L
ヤマハ・Lは日本の楽器メーカーヤマハが製造するアコースティックギターである。

## 概要
1966年から製造されていたヤマハ・FGの上位モデルとして登場し、現在ではヤマハのカスタムモデル「LL86 Custom」「LL66 Custom」等のモデルも発売されている。